# تپه دالما ۱
تپه دالما ۱ مربوط به هزاره ۵ قبل از میلاد است و در شهرستان نقده، بخش محمدیار، دهستان حسنلو، روستای اسلام آّباد (دالما) واقع شده و این اثر در تاریخ ۷ خرداد ۱۳۸۷ با شمارهٔ ثبت ۲۲۸۷۰ به‌عنوان یکی از آثار ملی ایران به ثبت رسیده است.